# Hieronymus Eustach Brinke

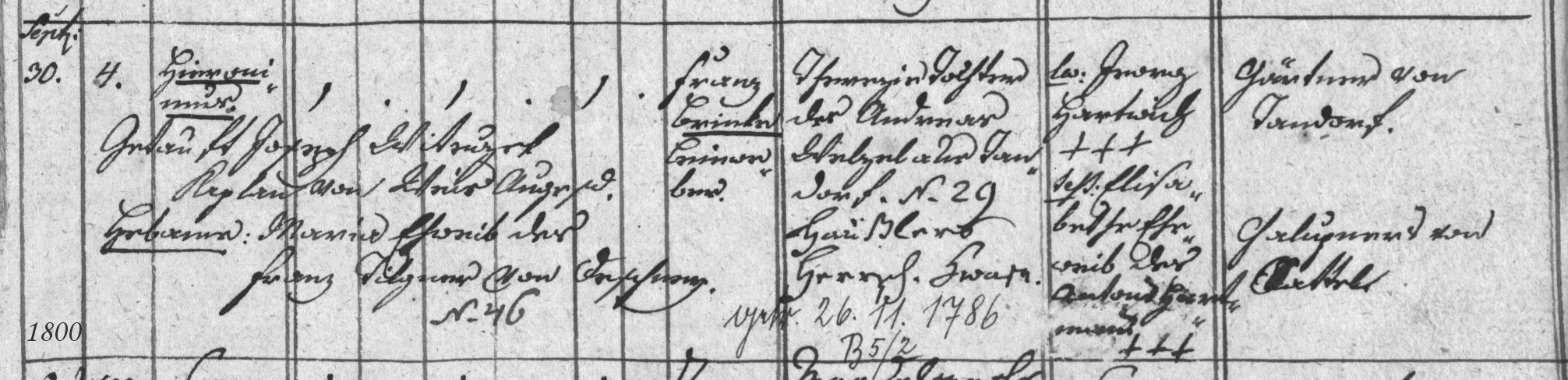
matriční zápis o narození a křtu Hieronyma Brinkeho (matrika N 1784-1838 Jedlová v Orlických horách (SOA Zámrsk))

Hieronymus Eustach Brinke (30. září 1800, Jedlová v Orlických horách – 7. září 1880, Jedlová v Orlických horách) byl první starosta obce Jedlová, tkadlec, štemplíř, příležitostný tesař a písmák.
Je znám především díky svým básním a kronice obce Jedlová, básník, autor hymny domácích tkalců Weberlied. Jeho Kronika obce Jedlové z let 1816-1879, zachovaná bohužel jen v překladu Jana Balcara z Bystrého z roku 1960, je při absenci starších archivních dokladů jedinečným pramenem z tohoto období.

## Životopis
Narodil se v rodině německého domácího tkalce v Jedlové původní čp. 35 jako pátý z osmi sourozenců. V letech 1807-1812 navštěvoval školu v Jedlové a další dva roky pokračoval v nedělní opakovací škole. Od dětství musel pomáhat otci při řemeslu i malém hospodářství. Vyrůstal jako všichni zdejší vrstevníci v chudých a tvrdých poměrech, když např. dostal v sedmnácti letech první boty, považoval to za tak mimořádnou událost, že to zapsal do kroniky. Tkalcovskému řemeslu se vyučil u svého otce a doma pracoval i nadále. Při biřmování ve Velkém Uhřínově přijal druhé jméno Eustach, kterým se také později podepisoval. Dne 27. 11. 1823 se oženil s o dva roky starší Mariannou Hartwichovou, se kterou měl sedm dětí. V roce 1830 převzal od otce, který odešel na výměnek, rodnou chalupu. Živil se v zimě za stavem a v létě tesařskou prací v okolí. V roce 1837 byl jako tkalcovský mistr jmenován přísežným prohlížečem pláten, tzv. štemplířem. Povinností štemplíře bylo za malý krejcarový příjem kontrolovat všechny utkané kopy pláten, zda mají zákonem stanovené míry, a na důkaz správnosti je orazítkovat. Touto funkcí bývali pověřování vysloužilí vojáci nebo osoby, které byly ve svém okolí uznávanou autoritou.

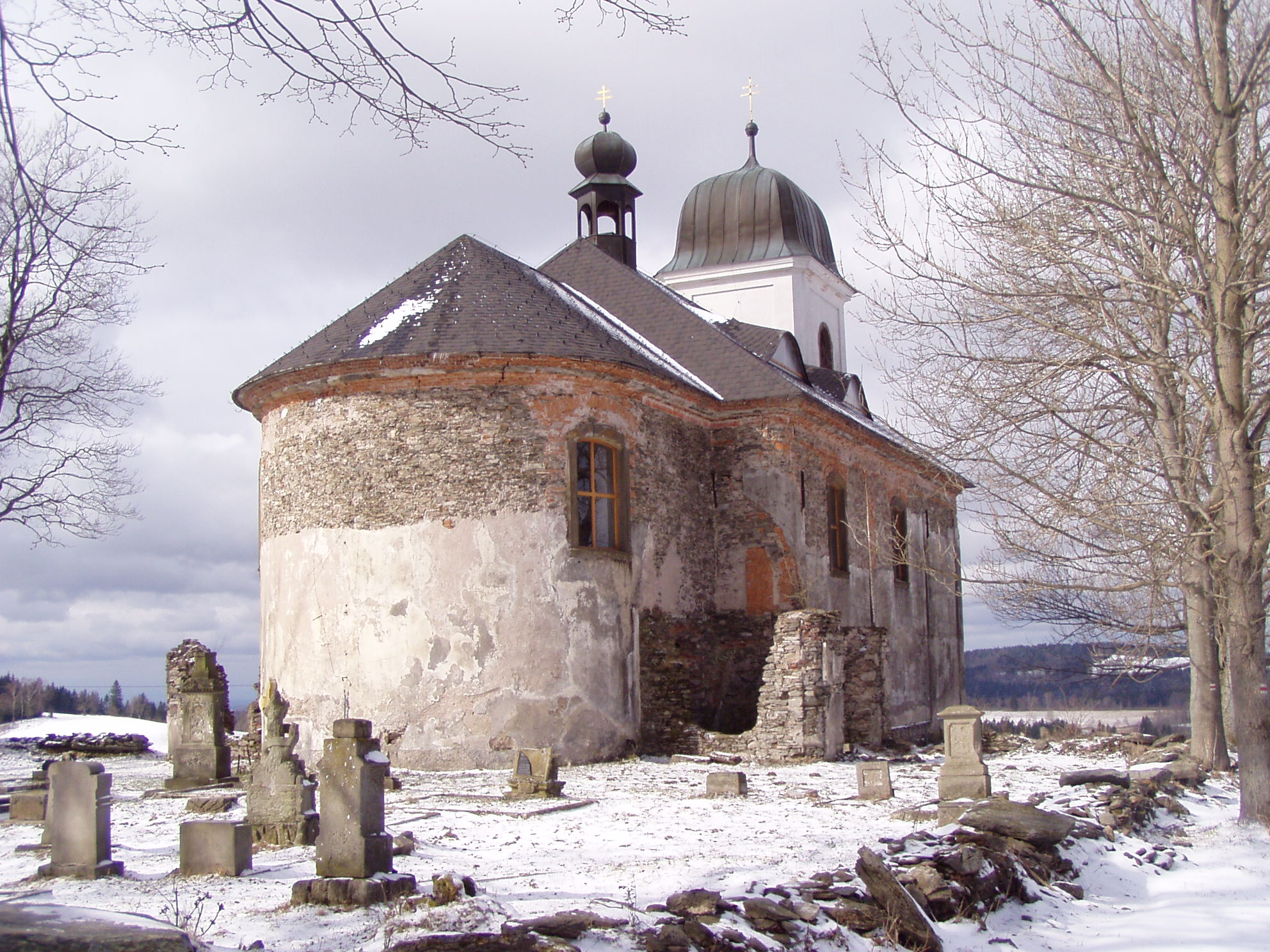
Hřbitov u kostela sv. Matouše v Jedlové

Po zrušení vrchnostenských patrimoniálních úřadů při zavedení obecní samosprávy, ke kterému došlo v důsledku revoluce roku 1848, byl 10. 9. 1850 zvolen prvním starostou Jedlové, i když byl jen chalupník. Jak zapsal do své kroniky, již v prosinci 1850 žádal o zproštění úřadu starosty, neboť nespokojení větší rolníci jej pokořovali a pronásledovali. Nebylo mu však vyhověno ani při dalších žádostech o zproštění funkce, v březnu 1861 byl zvolen opět a úřadu se konečně zbavil až po volbách v roce 1864.
Manželka mu zemřela 13. 12. 1853 a byla pochována na hřbitově u kostela svatého Matouše. Po její smrti napsal více než 100 básní, z nichž nejznámější jsou Weberlied (Tkalcovská) a Brautmesse (Svatební mše), která je psána v místním německém dialektu. Jeho básnické dílo bylo vydáno v roce 1936 v Praze.
Je pohřben po boku své ženy u kostela v Jedlové.

## Spisy

### Básně
- Kroozbeern. Eine Auswahl aus dem Schaffen des Adlergebirgs - Naturdichters Hieronymus Eustachis Brinke, vydané v Praze roku 1936 nakladatelstvím „Verlag des Deutschen Kulturverbandes“.

### Kronika
- "Kronika obce Jedlové" z let 1816-1879